# Roberta Gregory
Roberta Gregory (* 1953 in Los Angeles, Kalifornien) ist eine US-amerikanische Comicschaffende und Schriftstellerin. Sie ist bekannt für ihre Schöpfung Bitchy Bitch sowie als frühe Vertreterin feministischer Comics. Gregory wurde mehrfach Eisner-Award-nominiert und erhielt 1994 den Inkpot Award.

## Jugend und Anfänge
Roberta Gregory ist die einzige Tochter des Disney-Zeichners Robert Gregory und kam durch den Beruf ihres Vaters schon früh mit Comics in Berührung. Nach Abschluss ihres Studiums an der California State University 1974 begann sie, eine Karriere in der damals blühenden Underground-Comicszene zu verfolgen.
Ihre ersten Comic-Arbeiten wurden 1974 in der nur von Frauen produzierten weiblichen Comic-Anthologie Wimmen's Comix veröffentlicht. In dieser Zeit erschuf sie auch ihren ersten eigenen Strip Feminist Funnies und veröffentlichte regelmäßig Beiträge in verschiedenen Underground-Comics und -Magazinen. 1976 publizierte Gregory die erste Ausgabe des von ihr komplett selbst gestalteten und vertriebenen feministischen und lesbisch-orientierten Comics Dynamite Damsels. Beiträge von ihr erschienen in nahezu jeder Ausgabe von Gay Comics von 1980 bis 1996.

## Bitchy Bitch
1989 erschien zum ersten Mal die Figur Bitchy Bitch. Die Geschichten über das Leben von Midge McCracken, einer Frau, die sich weigert, sich den Konventionen der Welt und den Eigenheiten der Menschen um sie herum anzupassen, um letztendlich immer daran zu scheitern. Dabei werden Momente des feministischen und lesbischen Alltags überspitzt dargestellt.
Die Geschichten um Bitchy Bitch wurden vom renommierten Independent-Verlag Fantagraphics aufgenommen, und unter dem Titel Naughty Bits 1991 im für den US-Markt herkömmlichen Comicformat veröffentlicht. Die Serie erschien unregelmäßig, bis sie 2004 nach 40 Ausgaben von Fantagraphics eingestellt wurde. In den 1990er Jahren zeichnete Gregory parallel einen wöchentlichen Bitchy Bitch-Zeitungsstrip. 1995 folgte eine Umsetzung als Theaterstück mit Maggie Bloodstone, Michael Sheldon, Marcy Rodenborn und anderen, das insgesamt dreimal aufgeführt wurde.
1999 wurde Bitchy Bitch schließlich als animierte Serie produziert, und unter dem Titel Life's a Bitch von Oxygen Network in den Vereinigten Staaten und von The Comedy Network in Kanada ausgestrahlt. Die Serie wurde nach einer Staffel nicht verlängert.

## Weitere Arbeiten
1988 erschien Gregorys Graphic Novel Winging It und 1999 der zweite Teil Winging It 2. Ebenfalls während dieser Phase ihres Schaffens veröffentlicht sie die dreiteilige Serie Artistic Licentious, eine realistische Geschichte um Liebe und Sexualität, sowie den täglich erschienenen Comic-Strip Sheila's Unicorn, die surreale Geschichte um eine junge Frau und ihr magisches Einhorn; Sheila's Unicorn wurde später als Gesamtausgabe veröffentlicht. Diese Comics erschienen, wie weitere ihrer Arbeiten, in Gregorys Eigenverlag Comix Bitch.
Währenddessen war Gregory auch weiterhin stets in verschiedenen Comic-Magazinen und -Anthologien vertreten, neben anderen in Robert Kirbys Anthologie Strange Looking Exile.

## Aktuelle Arbeiten
Aktuell arbeitet Roberta Gregory an Mother Mountain, ein Ableger von Winging It. Ursprünglich als Graphic Novel konzipiert, die ersten Seiten der Geschichte wurden schon 1999 in Winging It 2 veröffentlicht, soll die Geschichte in Prosa-Form erzählt werden. Zwei Bücher sind nach Gregorys Aussagen bereits fertiggestellt, weitere zwei Bände sind in verschiedenen Stadien der Fertigstellung. Zusätzlich erschien ein Prequel als Graphic Novel vorab online, für das sie erstmals computerkoloriert hat.
Zurzeit erscheint ebenfalls True Cat Toons, eine Webserie über Katzen. Die Serie wurde von Gregory ursprünglich als Spenden-Aufruf konzipiert, um die Tierarzt-Rechnungen für die Behandlung ihrer an Diabetes leidenden Katze Pushkin begleichen zu können, und gleichzeitig den Nachweis über den Verbleib eingegangener Spenden zu dokumentieren. Seitdem hat die Seite ein Eigenleben über den ursprünglichen Zweck hinaus entwickelt und wird regelmäßig ergänzt.

## Privatleben
Roberta Gregory „bessert ihr Einkommen“ nach eigener Aussage gelegentlich als Hypnotherapeutin auf. Daneben leitet sie gelegentlich einen Zeichen-Workshop How to Draw Cats (Wie man Katzen zeichnet). Sie ist eine regelmäßige Mitarbeiterin bei Free to Fight, einem interaktiven Selbstverteidigungs-Projekt für junge Frauen, und lebt seit 1989 mit ihrer Katze Pushkin in Seattle.

## Auszeichnungen
Roberta Gregory wurde mehrfach für den Eisner Award nominiert:
1993 Best WriterSin City (Dark Horse) und Best Writer/Artist: Naughty Bits (Fantagraphics)
1994 Best Writer/ArtistNaughty Bits (Fantagraphics)
1999 Best Short StoryBye-Bye Muffy (Comix Bitch)
1994 gewann sie den Inkpot Award der Comic-Con International.

## Bibliographie

### Comics und Graphic Novels
Selbstverlegt als Roberta Gregory oder Comix Bitch:
- Dynamite Damsels # 1, 2 (1976)
- Sheila and the Unicorn (1988)
- Winging It (1988)
- Artistic Licentious # 1 - 3 (unregelmäßig zwischen 1991 und 1994) (Die erste Ausgabe wurde von Starhead Comix veröffentlicht)
- Winging It 2 (1999)

Unter Fantagraphics:
- Naughty Bits # 1 - 40 (1991 - 2004)

In Anthologien:
- Gay Comix # 1 - 5 (Kitchen Sink Press) (1980 - 1984)
- Gay Comics # 6, 7, 10 - 17, 21, 23 (Bob Ross) (1985 - 1996)
- Strip AIDS USA (Last Gap) (1988)
- Blite (Fantagraphics) (1989)
- Amazing Heroes Swimsuit Special # 2, 3 (Fantagraphics) (1990)
- Choices (Angry Iris) (1990)
- Real Stuff # 2 (Fantagraphics) (1990)
- Aesop's Fables # 2, 3 (Fantagraphics) (1991)
- Born to Be Wild (Eclipse Comics) (1991)
- Real Girl # 5 (Fantagraphics) (1991)
- A Very MU Christmas (MU Press) (1992)
- Drawn & Quarterly # 8 (r) (1992)
- Images of Omaha # 2 (Kitchen Sink Press) (1992)
- Black Dogs # 1 (Fantagraphics)
- Planet Illustrated # 1, 4 (Fantagraphics) (1993)
- Skunk (MU Press) (1993)
- Different Beat Comics (Fantagraphics) (1994)
- Spotlight on the Genius That Is Joe Sacco (Fantagraphics) (1994)
- Windows # 21 (Cult Press) (1994)
- The Ersatz Peach (Aeon) (1995)
- Northwest Cartoon Cookery (Starhead Comix) (1995)
- Small Press Expo # 1997 (Insight) (1997)
- Zu # 14 (MU Press) (1997)
- Mythography # 7, 8 (Bardic) (1998)
- Magic Carpet # 1 (Shanda) (1999)
- Head # 5 (Eros Comics) (2003)
- Following Cerebus # 8 (Win-Mill) (2006)
- Sexy Chix (Dark Horse Comics) (2006)

Als Zeichnerin:
- Buddha on the Road # 1 - 6 (Aeon) (1996 - 1997)
- Supernatural Law # 25 (Exhibit A) (2000)

### Sammelbände
- A Bitch is Born (1994)
- As Naughty as She Wants to Be (1995)
- At Work and Play with Bitchy Bitch (1996)
- Bitchy’s College Daze (1997)
- Bitchy Butch: World’s Angriest Dyke (1999)
- Bitchy Strips One Shot (2001)
- Burn Bitchy Burn (2002)
- Life's a Bitch (2005)